# مارینا تکاچنکو
مارینا تکاچنکو (اوکراینی: Марина Іванівна Ткаченко؛ زادهٔ ۲۹ اوت ۱۹۶۵) بازیکن بسکتبال اهل شوروی-اوکراین بود.
وی در مسابقات کشوری و بین‌المللی در مجموع برندهٔ ۱ مدال طلا شده‌است.